# Čtvrtá dimense (spolek)

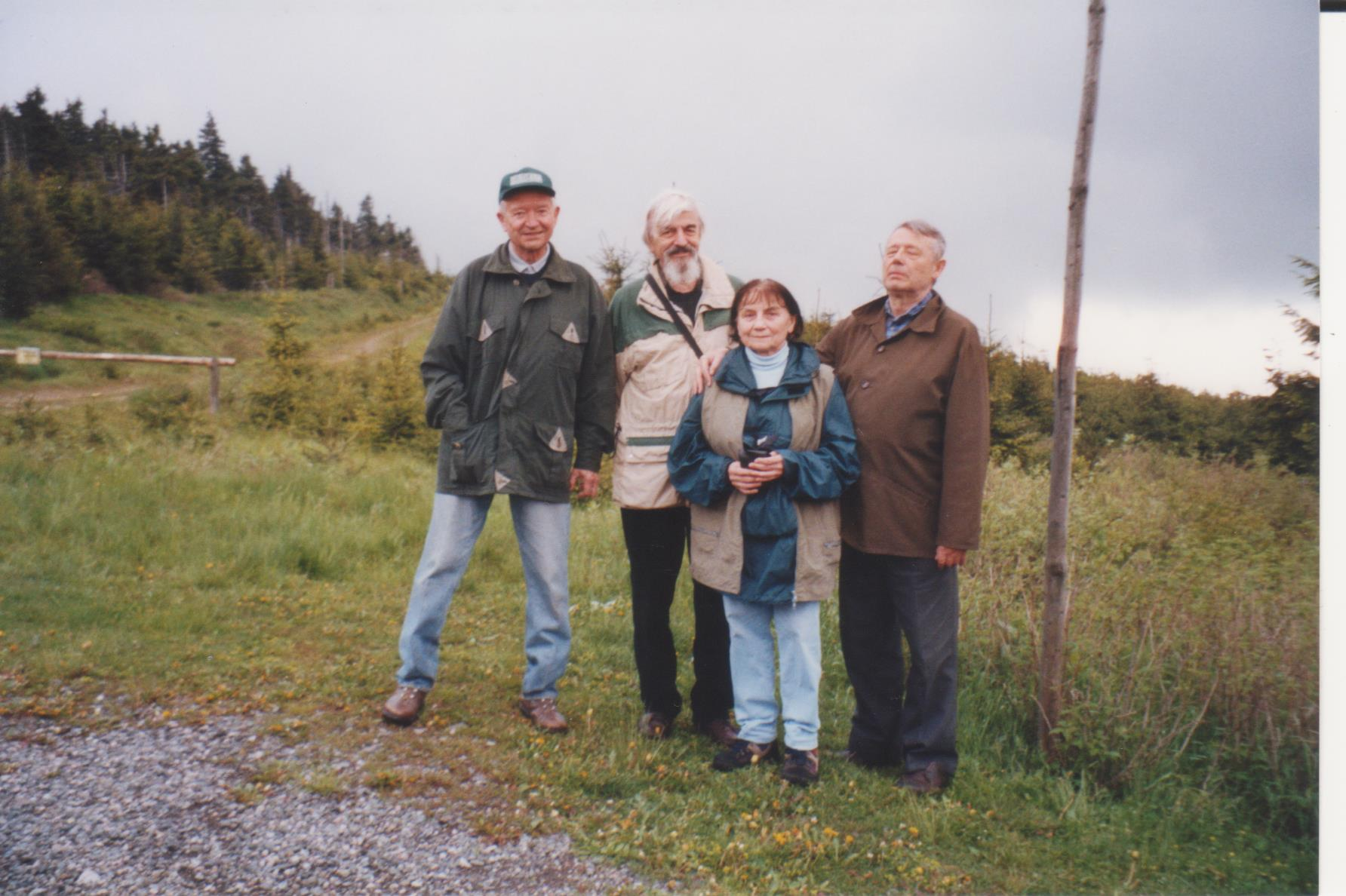
Čtvrtá dimense, poslední síč 2004, zleva: Gaisler, Kulda, Straškrabová, Nuska

Čtvrtá dimense (aktivní 1953 - 2004) byla intelektuální skupina a literární spolek, který založili při Biologické fakultě Univerzity Karlovy její tehdejší studenti.

## Vznik
Čtvrtá dimense vznikla přispěním tří studentů - spolužáků a přátel, kterými byli Jaroslav Kulda, Jindřich Perman a Jiří Gaisler. Ty spojovalo hlavně kamarádství a smysl pro humor, ale také láska k přírodě, hudbě, literatuře, malířství a kultuře obecně.
Jméno skupiny vzniklo spolu s mottem, které si skupina vypůjčila z básně Jindřicha Permana:
Chceme čtvrtou dimensi pro všechny. Potom by zahodila své otazníky a mlhavý závoj neurčita by nahradila svatozáří.

## Aktivity skupiny
Skupina se věnovala širokému rozsahu umělecké tvorby - zejména literární a výtvarné - básně, povídky, úvahy, obrázky, ale také například jazzové hudbě. Ještě v průběhu vysokoškolského studia vydala skupina tři literární sborníky – ty byly psány na psacím stroji a obálky pro ně nakreslil Milan Tomášek. S ohledem na roky nesvobody, kdy sborníky vycházely, používali autoři příspěvků namísto jmen pouze pseudonymy nebo šifry.
Během studií se ke skupině připojili další spolužáci - Miloslav Nevrlý, Jiří Koza, Jiří Velemínský, Pavel Štys a Milan Tomášek a také dvě ženy, spolužačky Johana Morávková-Hůrková a Viera Straškrabová (roz. Prokešová).
Po dokončení studií v roce 1957 se skupina nerozpadla, ale pokračovala dál. Svolávala se umělecká setkání na různých místech, nebo například i společné výlety do hor. Později, po roce 1964, vymyslel jeden z členů, Miloslav Nevrlý, pro tato setkání označení Síč, dle označení někdejší kozácké pevnosti na řece Dněpr.

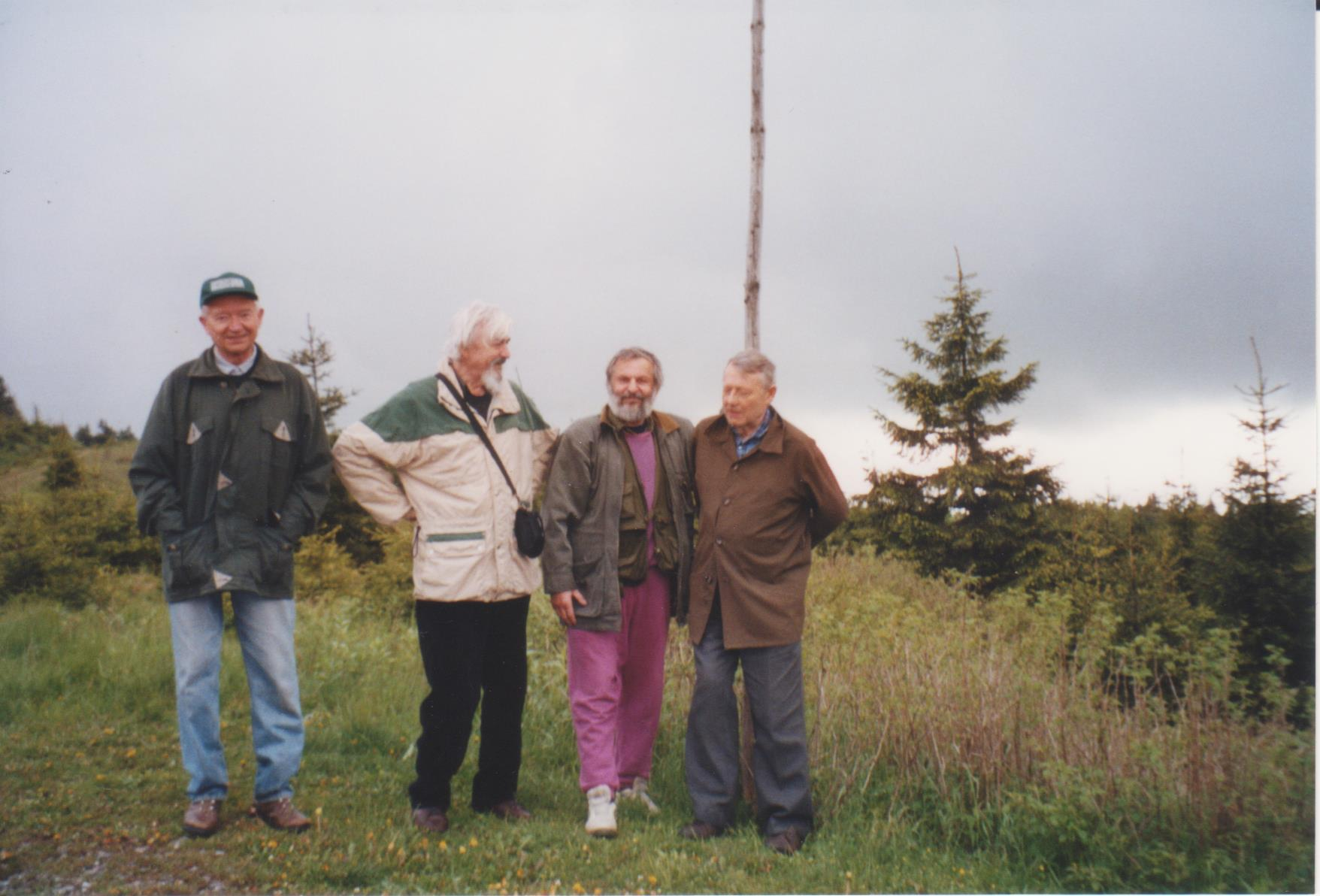
síč 2004, zleva: Gaisler, Kulda, Nevrlý, Nuska

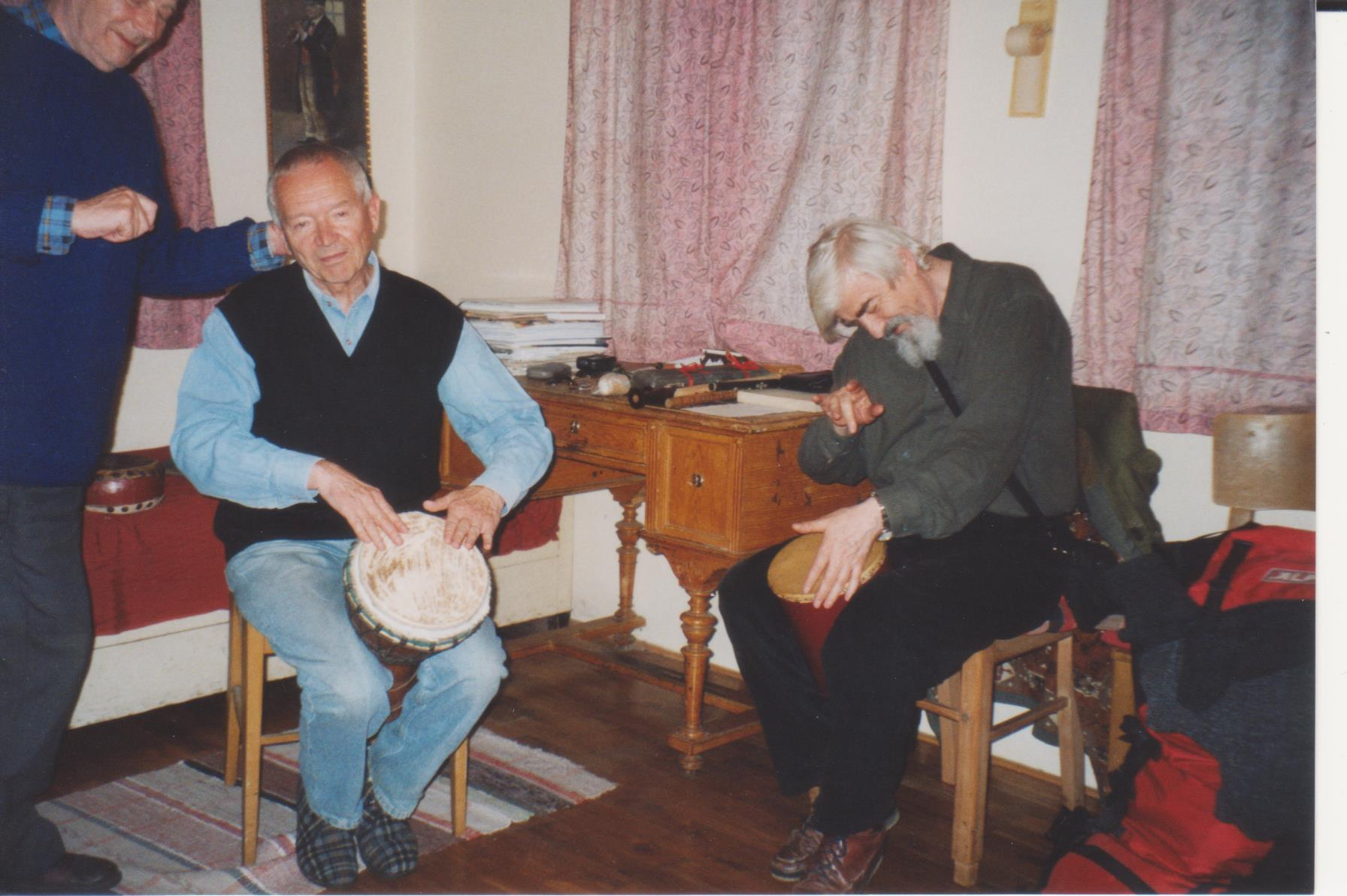
síč 2004, zleva: Gaisler, Kulda

V roce 1959 přibyli dva "nebiologové" Bohumil Nuska a Čestmír Krátký - posluchači Filosofické fakulty Univerzity Karlovy. Svým odlišným náhledem obohatili společné debaty a jejich příchodem narostl počet členů skupiny na 12. Po dokončení studií vyšly ještě dva sborníky. Jeden v roce 1966, a poté poslední, v roce 1971.
Členové toužili po tom, aby jejich tvorba nebyla pouze ve zmíněných sbornících, ale byla otištěna i v nějakých literárních časopisech. To se jim podařilo v letech 1965 ‑ 1968 v časopisech Tvář, Dialog a Sešity pro mladou literaturu. Po roce 1968 však bohužel, s ohledem na změnu politické situace, publikování opět skončilo.
Síčí se zúčastňovali i různí zajímaví hosté mimo skupinu. Jedním z těchto hostů byl například parazitolog Josef Chalupský, díky jehož vášni pro fotografování se také dochovaly snímky z dávných setkání Dimense.
První tři setkání se konala na Jizerce v letech 1964, 1965, 1966. Od čtvrté síče se místa střídala a setkání se začaly účastnit i ženy. Kromě Jizerky to byly Mariánská Hora, Kryštofovo údolí a Šerlich.
Poslední síč se uskutečnila v roce 2004 na Šerlichu. K dalšímu setkání, plánovanému na rok 2014, již nedošlo s ohledem na úmrtí Jiřího Gaislera.

## Tvorba skupiny
- 1953 Sborník Čtvrtá dimense 1
- 1953-57 Sborník Čtvrtá dimense 2
- 1957 Sborník Čtvrtá dimense 3
- 1965-68 příspěvky do časopisu Tvář
- 1965-68 příspěvky do časopisu Dialog
- 1966 Sborník Čtvrtá dimense 4 s Mottem Pracuj tiše a bez naděje na zvláštní odměnu
- 1966-68 příspěvky do časopisu Sešity pro mladou literaturu
- 1971 Sborník Čtvrtá dimense 5